# Victor Lemberechts
Victor Lemberechts (ur. 18 maja 1924 w Mechelen  – zm. 24 czerwca 1992 tamże) – belgijski piłkarz grający na pozycji napastnika. Był reprezentantem Belgii.

## Kariera klubowa
Przez całą swoją piłkarską karierę Lemberechts był związany z klubem FC Malinois, w którym w sezonie 1942/1943 zadebiutował w pierwszej lidze belgijskiej. Wraz z Malinois wywalczył dwa tytuły mistrza Belgii w sezonach 1945/1946 i 1947/1948 oraz wicemistrzostwo Belgii w sezonie 1953/1954. W 1956 roku zakończył karierę.

## Kariera reprezentacyjna
W reprezentacji Belgii Lemberechts zadebiutował 13 maja 1945 roku w przegranym 1:4 towarzyskim meczu z Luksemburgiem, rozegranym w Luksemburgu. W kadrze Belgii grał w eliminacji do MŚ 1954. Od 1945 do 1955 roku rozegrał 42 mecze i strzelił 14 goli w kadrze narodowej.